# Papis Loveday

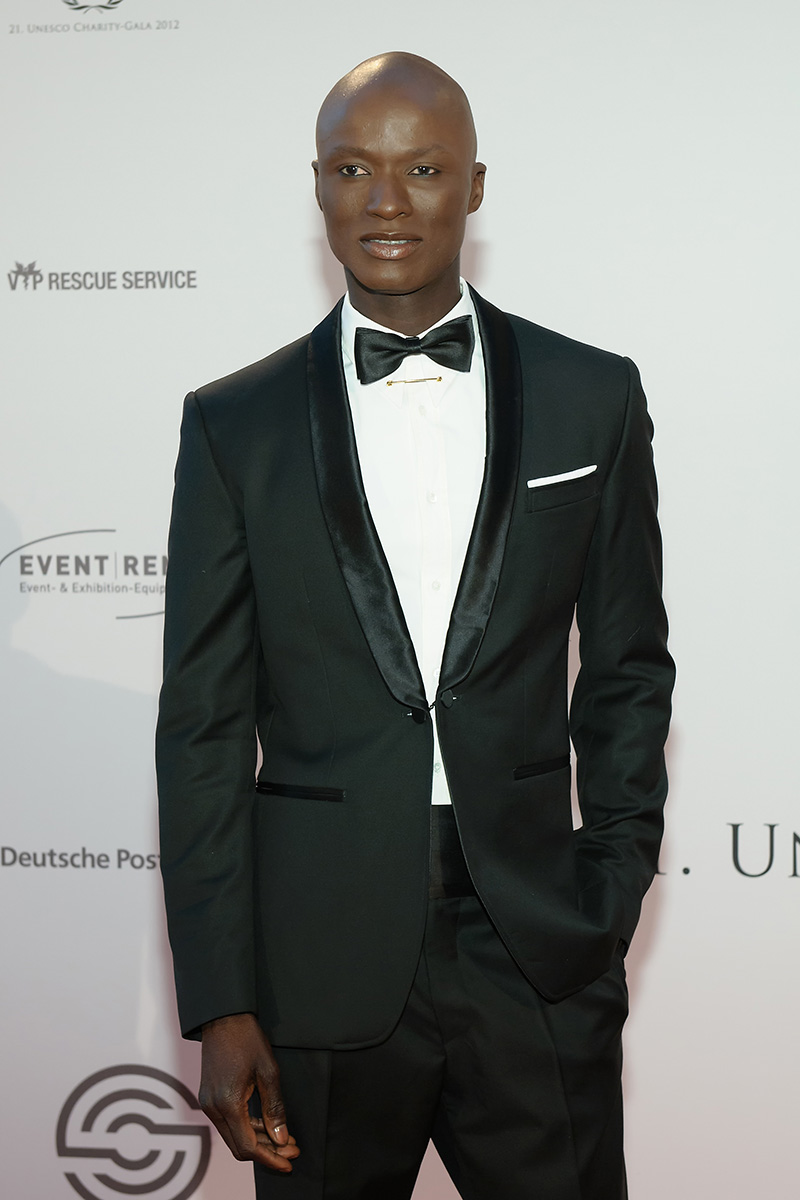
Papis Loveday auf der 21. UNESCO Charity Gala 2012 in Düsseldorf

Papis Loveday (* 3. Januar 1977 in Dakar; bürgerlich Pape Badji) ist ein senegalesisches Topmodel und Unternehmer. Er lebt in Italien und Deutschland. Bekannt wurde er unter anderem durch die Kampagne für United Colors of Benetton sowie Fernsehsendungen in Deutschland, Österreich und der Schweiz. Er wurde 2014 als das bekannteste männliche schwarze Topmodel der Welt beschrieben.

## Leben
Papis Loveday wurde 1977 in Dakar, der Hauptstadt Senegals, geboren. Seine Mutter war Diplomatin, sein Vater Arzt mit drei Ehefrauen. Loveday hat sechs Geschwister und 19 Halbgeschwister. In Dakar besuchte er eine Privatschule mit dem Abitur als Abschluss. Als Jugendlicher verfolgte er eine Karriere als Profileichtathlet – im 400-Meter-Lauf überzeugte er. Aufgrund eines staatlichen Sportstipendiums zog er nach Paris, dort begann er das Studium der Informatik.

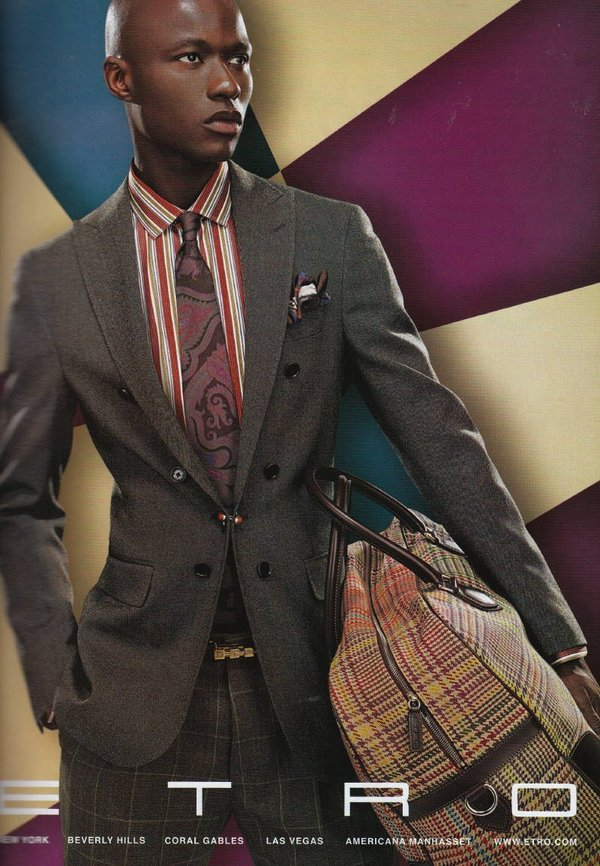
Papis Loveday als Model im Jahr 2009 in einer Anzeige für das Modeunternehmen Etro

Während der Vorbereitungen zur Leichtathletik-WM wurde Loveday von einem Sportfotografen entdeckt; kurz danach musste er den Leistungssport aufgrund eines Bandscheibenvorfalls beenden. Er unterzeichnete 2003 einen Modelvertrag bei der Agentur Riccardo Gay in Mailand. Wenige Wochen später buchte ihn das Modeunternehmen United Colors of Benetton für eine weltweite Werbekampagne. Fotografiert wurde er für diese Kampagne vom Starfotografen Oliviero Toscani. Kurz darauf folgte eine Kampagne für Debüt zusammen mit dem Supermodel Natasha Poly. Weitere Verträge mit den Agenturen Major Model Management in Paris, DNA Model management in New York, AMCK Models in London und Louisa Models in München folgten. 2005 bis 2008 galt Loveday als das meistgebuchte schwarze Model der Welt. Er arbeitete unter anderem für die Modehäuser Dior Homme, Valentino, Armani oder Vivienne Westwood. Auf den Laufstegen der Modewochen in Mailand und Paris war er zum Beispiel für Unternehmen wie Lanvin, Thierry Mugler, Givenchy, Gucci oder Yves Saint Laurent tätig. Für die Marke John Galliano war er lange Jahre ebenso tätig.
Im Jahr 2009 wechselte er zur Mailänder Agentur Joy Model Management. Für Aufsehen sorgte zudem die weltweite Kampagne des Modeunternehmens Etro aus dem Jahre 2009. Loveday war auf etlichen Covern diverser Modemagazine zu sehen, darunter Magazine wie das Ibiza Style Magazine, Untitled magazine, UP-the papercut magazine, Hype magazine, Posh magazine oder The trend Issue. Des Weiteren war Loveday auf zahlreichen Modestrecken in Zeitschriften wie Gentlemen’s Quarterly, Vogue homme, BMM magazine, Cosmopolitain oder Collecioni zu sehen.
Durch sein exzentrisches Auftreten wurde Loveday Gegenstand der Berichterstattung von Boulevardmedien; das Feuilleton widmete ihm Beiträge. Im Fernsehen ist Loveday als Gastjuror und Experte in Sendungen wie Austria’s Next Topmodel, Die Model-WG oder Germany’s Next Topmodel zu sehen.
Im Jahre 2011 gründete Loveday gemeinsam mit einem Geschäftspartner das Unternehmen „baobab holding GmbH“ mit Sitz in München. Es hält die weltweit eingetragenen Marken- und Lizenzrechte am Namen „Papis Loveday“ sowie „Loveday Jeans“ und „Champagne Papis“. Die Champagnermarke Champagne Papi wurde Ende 2012 auf den Markt gebracht. Mit der Lizenzvergabe an die in Düsseldorf ansässige „Ben and GmbH“ entstand die Denim-Marke Loveday Jeans. Diese wird von ehemaligen Diesel-Designern nach Vorgaben von Papis Loveday entwickelt und ausschließlich in Italien gefertigt.
Im Jahr 2012 wurde eine polizeiliche Durchsuchung bei seiner geschlossenen Veranstaltung „Papis Loveday’s Stammtisch“ im Münchner Nobelclub Hanoi durchgeführt. Bei Loveday wurden 1,2 Gramm Kokain sichergestellt.
Gegen Loveday wurde ein Ermittlungsverfahren eingeleitet, das gegen Zahlung von 12.000 Euro eingestellt wurde.
2014 moderierte er neben dem österreichischen Topmodel Melanie Scheriau die Sendung Austria’s Next Topmodel. Aufgrund der positiven Quotenentwicklung engagierte der Privatsender Puls 4 (ProSiebenSat1 Medien Gruppe) Papis Loveday für die 2015/16-Staffel von Austria’s Next Topmodel.
Im Dezember 2015 und Januar 2016 moderierte Papis Loveday seine erste eigene TV-Show im deutschsprachigen Fernsehen. Die vier Folgen der 90-minütigen Show wurden in Hongkong produziert und bei dem österreichischen Privatsender Puls 4 ausgestrahlt. Die Sendung zeigte dokumentarisch aufbereitet, wie Papis Loveday sechs angehende Models im realen Modellalltag als Mentor begleitet. Ähnlich wie in den bekannten Topmodelformaten konnte Papis Loveday in jeder Folge ein Model aus der Sendung ausschließen, allerdings in alleiniger Entscheidungsgewalt. 2016 gab er in einem vielbeachteten Presseinterview einen Einblick in seine Biographie.
2018 fungierte er in der 13. Staffel der ProSieben-Sendung Germany's Next Topmodel als Laufsteg-Coach. Ebenfalls 2018 ist Papis Loveday als Jurymitglied der ersten Staffel von Switzerland's Next Top Model bei Pro-Sieben-Schweiz zu sehen.
2019 baute Loveday seine TV-Präsenz aus und war neben den Sendungen Austria’s Next Topmodel (Sender Puls 4) und Switzerland’s next Topmodel (Sender ProSieben) auch in Formaten wie Promi Shopping Queen (Sender VOX) und mit TV-Ikone Verona Pooth bei About You – Das Fashion Duell (Sender ProSieben) zu sehen.
Im Rahmen der weltweiten Demonstrationen gegen Rassismus und Fremdenhass, ausgelöst durch die Tötung von George Floyd in den USA durch Polizeigewalt, sprach Papis Loveday 2020 bei der Kundgebung auf dem Königsplatz (München) zu mehr als 25.000 Menschen. Seine Rede sorgte für ein großes Medienecho.
Am 9. August 2021 zog Loveday als Kandidat der 9. Staffel von Promi Big Brother auf Sat.1 ein, wo er im Finale der Sendung den vierten Platz erreichte. In diesem Rahmen machte Loveday im August 2021 erstmals seine Homosexualität öffentlich. Loveday war Teilnehmer der im Januar 2023 angelaufenen 16. Staffel der Dschungelshow Ich bin ein Star – Holt mich hier raus!.
Papis Loveday besitzt Wohnungen in München und Mailand sowie ein Sommerhaus auf Ibiza. Laut einem Interview in der Süddeutschen Zeitung Ende 2012 unterstützt er seine Mutter im Senegal finanziell.

## Soziales Engagement
Seit Ende des Jahres 2010 ist Papis Loveday einer der Paten der Stiftung UNESCO – Bildung für Kinder in Not. Er engagiert sich vorrangig für Projekte in seinem Herkunftsland Senegal.

## Ehrungen und Auszeichnungen
Der staatliche türkische TV-Sender TV 8 wählte ihn 2009 zum „Best Model of the World“.
Im Jahre 2012 wählten die Leser der Süddeutschen Zeitung Papis Loveday zum Münchner des Jahres.

## Buchveröffentlichungen
- Papis Loveday: Das Leben ist niemals nur schwarz-weiß. Community Editions, Frankfurt am Main 2021, ISBN 978-3-8105-3079-0.[38]